# مانوئل پرتی
مانوئل پرتی (انگلیسی: Manuel Peretti؛ زادهٔ ۷ مارس ۲۰۰۰) بازیکن فوتبال است.